# Cargo (chanson)
Pour les articles homonymes, voir Cargo (homonymie).
Singles de Axel Bauer
Phantasmes
(1984)
Cargo est une chanson d'Axel Bauer sortie en 1984. Premier single de l'artiste, il connaît un grand succès en France, où il se vend à plus de 500 000 exemplaires. Il est dérivé en clip vidéo ; c'est le premier clip d'une chanson française à être diffusé sur MTV.

## Histoire
En 1983, Axel Bauer contacte Philippe Missir, DA chez Mondio Music, label de l'éditeur Vogue, et lui fait écouter ses compositions. Celui-ci fait écouter le morceau à son partenaire Michel Eli qui, convaincu, propose un contrat à Axel Bauer.  
Alors que le texte n'est pas prêt, ils enregistrent tout de même le titre aux Studios Sidney-Bechet à Villetaneuse en Seine-Saint-Denis. Philippe Missir suggère à Michel Eli d'écrire les paroles. Celui-ci s'y met, s'inspirant du look du musicien et du film Querelle de Rainer Werner Fassbinder, adaptation de Querelle de Brest, roman de Jean Genet. La piste de batterie est confiée à Manu Katché.
Le patron de Vogue prédit que le titre ne fonctionnera pas, et repousse la sortie du titre au mois de janvier 1984, ce qui provoque diverses tensions.
Finalement lancé, le titre est soutenu par les radios NRJ et Radio 7. Il atteint la 2e place des ventes en France en mai 1984. 

### Composition musicale
Axel Bauer raconte la création de Cargo dans une interview vidéo au Figaro. Sur une base de batterie passée au ralenti, il s'inspire des Métamorphoses de Richard Strauss. Une fois les accords trouvés, il désaccorde sa guitare pour en tirer un son plus proche de celui produit par une basse. Influencé par le style musical de Django Reinhardt, il introduit des sonorités arabisantes et produit la rythmique de ce qui deviendra la mélodie de Cargo.

### Vidéo-clip

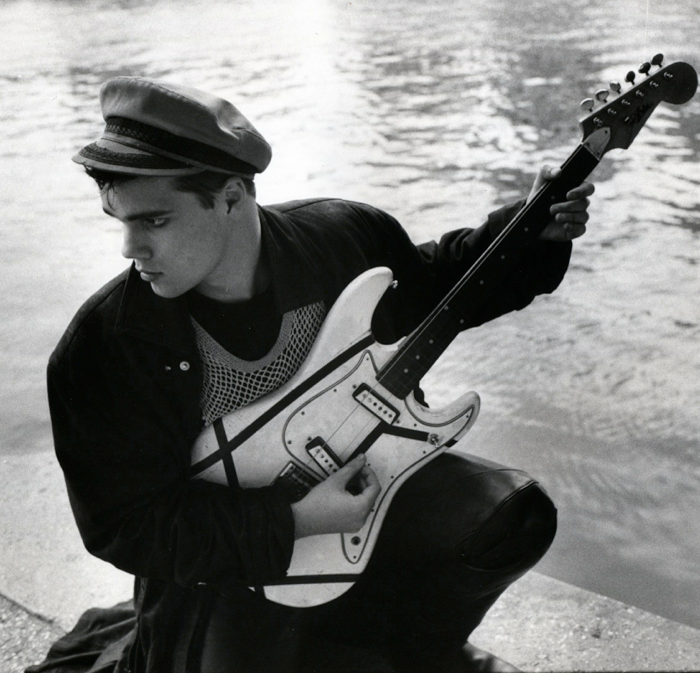
Axel Bauer en 1983.

Le clip est produit par Alain Massiot. Il devait être à l'origine réalisé par Stéphane Drouot mais ce dernier reçoit le César pour son court-métrage Star Suburb : la banlieue des étoiles, part sur un autre projet et ne peut réaliser le clip Cargo. Alain Massiot appelle Jean-Baptiste Mondino qui suit l'idée d'Axel Bauer de faire un film en noir et blanc avec des éléments colorés, comme Rusty James de Coppola. Il y ajoute l'imagerie de Scorpio Rising de Kenneth Anger, et celle de Jean Gabin pour approcher celle du Querelle de Fassbinder.  
Peut-être parce qu'il y a abondance de muscles et de maillots de corps, la chanson devient rapidement populaire dans le milieu gay. Bauer admet d'ailleurs avoir entretenu la rumeur sur son homosexualité à l'époque de la sortie du clip .
La carrière de Jean-Baptiste Mondino qui poursuit avec cette esthétique profite largement de ce lancement.

## Reprises
- La chanson est adaptée en 1987 par Roger Daltrey sous le titre Take Me Home (en). Axel Bauer dit avoir « été un peu déçu » par la version de Daltrey, estimant que « ça manquait de ‘‘Townshend’’ », mais ajoutant que « ça [lui] a fait plaisir tout de même »[11].

- En 2005, la chanson est reprise en duo par Julian Cely et les Stéréo Blackstarr[12]. Elle atteint la 30e place du classement français[13].
- Quentin Mosimann reprend Cargo en 2008[14].
- Patrick Fiori chante Cargo sur le plateau de France 2 en septembre 2017[réf. nécessaire].
- Le groupe belge Fantøme reprend également Cargo en septembre 2017[non pertinent].

## Plusieurs titres,Cargo,Cargo de nuit,etc.
- Le titre du single composé en 1983 est Cargo[1].
- Une compilation officielle de 4 versions remixées est sortie en 1992, intitulée Axel Bauer – Cargo remix '92[15].
- Un single sort en 1999, intitulé Axel Bauer – Cargo de nuit (Remix Replicant)[16].
- La reprise de Julian Cely et Stéréo Blackstarr est intitulée Cargo de nuit.